# 基烏利亞科查湖 (馬里亞斯區)
9°31′47″S 76°28′38″W / 9.52972°S 76.47722°W
基烏利亞科查湖（Qiwllaqucha），是秘魯的湖泊，位於該國中部瓦努科大區，由五月二日省的馬里亞斯區負責管轄，長0.47公里、寬0.2公里，海拔高度4,037米。